# KING OF ROCK
『KING OF ROCK』（キング・オブ・ロック）は、真心ブラザーズの5枚目のアルバム。1995年5月1日にKi/oon Recordsから発売された。

## 解説
前作から2年半ぶりに発売されたオリジナルアルバムであり、本作からTHE 真心ブラザーズではなく、真心ブラザーズでの名義となった。
CDブックレットには、歌詞が掲載されていない。

## 収録曲
- 全曲、編曲：真心ブラザーズ

1. スピード
作詞・作曲：倉持陽一
  - 今作の先行シングル。
2. 高い空
作詞・作曲：倉持陽一
3. 愛
作詞・作曲：倉持陽一
  - ベストアルバム『GOODDEST』にも収録された。
4. マイ・バック・ページ
作詞・作曲：ボブ・ディラン、日本語詞：倉持陽一
  - ボブ・ディランの「My Back Pages」のカバー。ベストアルバム『GOODDEST」にも収録された。また、2011年に「真心ブラザーズ + 奥田民生」名義でセルフカバーしている。
5. 上手な眠り方
作詞・作曲：桜井秀俊
6. すぐやれ 今やれ
作詞・作曲：倉持陽一
7. マイ・リズム
作詞・作曲：倉持陽一
8. マイ・ガール
作詞・作曲：倉持陽一
9. 忠告
作詞・作曲：倉持陽一
10. 今しかない 後がない
作詞・作曲：桜井秀俊
11. STONE
作詞・作曲：倉持陽一
  - 倉持自身が尿管結石になった時のことについて歌っている。ベストアルバム『GOODDEST』にも収録された。
12. 日曜日
作詞・作曲：倉持陽一
13. スピード2
作詞・作曲：倉持陽一
  - 今作の先行シングル「スピード」のバージョン違い。